# Moderkærlighed (film fra 1922)
Moderkærlighed er en amerikansk stumfilm fra 1922 af Edwin Carewe og Jack Ford.

## Medvirkende
- Mary Carr som Anna Webb
- Lynn Hammond som John Webb
- Knox Kincaid som John
- Joseph Monahan som Harry
- Maybeth Carr som Ruth
- Claude Brooke som Andrew